# Starbuck Crater
Starbuck Crater är ett berg i Antarktis. Det ligger i Västantarktis. Inget land gör anspråk på området. Toppen på Starbuck Crater är 1 987 meter över havet.
Terrängen runt Starbuck Crater är kuperad åt nordost, men åt sydväst är den platt. Trakten är obefolkad. Det finns inga samhällen i närheten.